# Abdingung
Als Abdingung wird in Deutschland eine von der Gebührenordnung für Ärzte (GOÄ) abweichende Vereinbarung einer individuellen Faktorenerhöhung der Gebühren über den dreieinhalbfachen Satz hinaus bezeichnet. Seit 1982 ist eine Vereinbarung von Pauschalhonoraren nicht mehr zulässig. Vielmehr muss bei Abschluss einer abweichenden Honorarvereinbarung die GOÄ für privatärztliche Leistungen in jedem Fall Grundlage bleiben.
Unter verbindlicher Bezugnahme auf eine bestimmte Leistung beziehungsweise Gebührenposition in der GOÄ kann nur der Steigerungssatz, nicht aber die Punktzahl für die Leistung oder ein abweichender Punktwert vereinbart werden (§ 2 GOÄ). Eine abweichende Honorarvereinbarung muss darüber hinaus vor Erbringung der Leistung erfolgen und in einem gesonderten Schriftstück festgehalten werden; sie setzt eine persönliche Absprache im Einzelfall voraus. Sie muss auch die Feststellung enthalten, dass eine Erstattung der Vergütung durch Erstattungsstellen wie die private Krankenversicherung des Patienten möglicherweise nicht in vollem Umfang gewährleistet ist.
Bei Schwangerschaftsabbrüchen, Notfall- und akuten Schmerzbehandlungen sowie für Leistungen nach den Abschnitten A, E, M und O (medizinisch-technische und Laborleistungen) ist eine Abdingung unzulässig.